# Os Métodos da Ética
Os Métodos da Ética é um livro sobre ética publicado pela primeira vez em 1874 pelo filósofo inglês Henry Sidgwick. A Enciclopédia Stanford de Filosofia indica que Os Métodos da Ética "de muitas formas marcou o apogeu da tradição utilitarista clássica". O notável filósofo moral e político John Rawls, escrevendo no prefácio da reimpressão Hackett da 7ª edição, diz que Os Métodos da Ética "é a formulação mais clara e acessível da... 'doutrina utilitarista clássica'". O filósofo utilitarista contemporâneo Peter Singer disse que os Métodos "é simplesmente o melhor livro sobre ética já escrito".
O objetivo principal do livro é fornecer um relato sistemático dos princípios da moralidade do senso comum. Os três métodos gerais de fazer escolhas éticas comumente usados na moralidade ordinária são o intuicionismo (seguir princípios gerais), o egoísmo (promover o próprio bem-estar) e o utilitarismo (promover o bem-estar de todos). Segundo Sidgwick, o intuicionismo e o utilitarismo estão em harmonia um com o outro, mas o egoísmo não pode ser reconciliado com o utilitarismo, resultando em um "dualismo da razão prática".

## Senso comum e três métodos da ética
Como Aristóteles, Sidgwick acreditava que a reflexão sistemática sobre ética deveria começar com a forma como as pessoas comuns pensam sobre o comportamento moral—o que ele chama de "moralidade do senso comum". Seu objetivo principal nos Métodos é oferecer um "exame sistemático e preciso, ao mesmo tempo expositivo e crítico, dos diferentes métodos de obter convicções racionais sobre o que deve ser feito que são encontrados—seja explícita ou implicitamente—na consciência moral da humanidade em geral" (Métodos, p. vii). Seu foco está principalmente na exposição detalhada da moralidade do senso comum; ele não tenta defender nenhuma teoria particular de ética, incluindo o utilitarismo, que ele explicitamente endossa em outras obras e fala positivamente em muitas passagens nos Métodos. No entanto, o objetivo de Sidgwick não é simplesmente exposição; ele também quer esclarecer, sistematizar e melhorar a moralidade ordinária notando pontos onde ela é vaga, subdesenvolvida ou desarmoniosa, e então sugerindo maneiras pelas quais esses problemas podem ser corrigidos.
Sidgwick define métodos da ética como procedimentos racionais "para determinar a conduta correta em qualquer caso particular". Ele afirma que existem três métodos gerais de fazer escolhas de valor que são comumente usados na moralidade ordinária: intuicionismo, egoísmo e utilitarismo. O intuicionismo é a visão de que podemos ver imediatamente que alguns atos são certos ou errados, e pode apreender regras morais auto-evidentes e incondicionalmente vinculantes. O egoísmo, ou "Hedonismo Egoístico", afirma que cada indivíduo deve buscar sua própria maior felicidade. O utilitarismo, ou "Hedonismo Universalístico", é a visão de que cada pessoa deve promover a maior quantidade de felicidade no geral.

## Harmonia e conflito entre os métodos
A maior parte do livro de 500 páginas de Sidgwick é dedicada a um exame cuidadoso e sistemático desses três métodos. No processo, ele identifica numerosos problemas com cada método e frequentemente sugere esclarecimentos e refinamentos para apresentá-los da melhor luz possível. Sua esperança é que esses três métodos (devidamente esclarecidos e sistematizados) sejam mutuamente consistentes, de modo que a razão prática seja coerente e nos fale com uma voz clara e unificada. Essa esperança, ele argumenta, só pode ser parcialmente satisfeita.
Ele afirma que dois métodos—intuicionismo e utilitarismo—podem ser totalmente harmonizados. O intuicionismo sustenta que temos conhecimento intuitivo, ou seja, não-inferencial, dos princípios morais, que são auto-evidentes para o conhecedor. Os critérios para esse tipo de conhecimento incluem que sejam expressos em termos claros, que os diferentes princípios sejam mutuamente consistentes entre si e que haja consenso especializado sobre eles. Segundo Sidgwick, os princípios morais do senso comum falham em passar nesse teste, mas existem alguns princípios mais abstratos que o passam, como "o que é certo para mim deve ser certo para todas as pessoas em circunstâncias precisamente similares" ou "alguém deve estar igualmente preocupado com todas as partes temporais de sua vida". Esses princípios abstratos, Sidgwick afirma, revelam-se totalmente compatíveis com o utilitarismo e, de fato, são necessários para fornecer uma base racional para a teoria utilitarista. Além disso, Sidgwick argumenta, o intuicionismo em sua forma mais defensável está saturado de pressuposições utilitaristas latentes. Assim, contrário ao que a maioria dos eticistas acreditou, não há choque fundamental entre intuicionismo e utilitarismo.
O problema está em conciliar o utilitarismo com o egoísmo. Sidgwick acredita que os princípios básicos do egoísmo ("Busque sua própria maior felicidade") e do utilitarismo ("Promova a felicidade geral") são ambos auto-evidentes. Como muitos moralistas anteriores, ele argumenta que o interesse próprio e a moralidade coincidem na grande maioria dos casos. Mas pode ser demonstrado que eles sempre coincidem? Sidgwick argumenta que não pode. Há momentos, por exemplo, quando o bem geral pode exigir o sacrifício do interesse próprio (por exemplo, dar a própria vida para salvar um companheiro soldado). A única maneira do dever e do interesse próprio necessariamente se sobreporem é se Deus existe, e Ele garante através de punições e recompensas apropriadas que sempre está no interesse próprio a longo prazo de uma pessoa fazer o que é ético. Mas apelos à religião, Sidgwick argumenta, são inadequados na ética filosófica, que deveria aspirar a ser "científica" em sua exclusão de pressuposições teológicas ou sobrenaturalistas. O resultado bastante deprimente, Sidgwick afirma, é que há uma "contradição fundamental" em nossa consciência moral, um "dualismo da razão prática". Nossas intuições éticas nos falam em duas vozes conflitantes, e não há maneira aparente de resolver a discórdia.

## Influência
Os Métodos da Ética de Sidgwick foi—e é—importante por muitas razões. Embora utilitaristas anteriores como William Paley, Jeremy Bentham e John Stuart Mill tivessem esboçado versões da ética utilitarista, Sidgwick foi o primeiro teórico a desenvolver a teoria em detalhes e a investigar como ela se relaciona tanto com outras teorias éticas populares quanto com a moralidade convencional. Seus esforços para mostrar que o utilitarismo é substancialmente compatível com valores morais comuns ajudaram a popularizar a ética utilitarista no final do século XIX e início do século XX. A maneira cuidadosa, minuciosa e detalhada como Sidgwick discute problemas morais foi uma influência importante sobre G. E. Moore, Bertrand Russell e outros fundadores da filosofia analítica anglo-americana. Os eticistas contemporâneos Derek Parfit e Peter Singer reconheceram Sidgwick como uma grande influência em seu pensamento. Como o estudioso de Sidgwick J. B. Schneewind notou, os Métodos "é amplamente visto como uma das melhores obras de filosofia moral já escritas. Seu relato do utilitarismo clássico é insuperável. Suas discussões sobre o status geral da moralidade e de conceitos morais particulares são modelos de clareza e perspicácia. Seus insights sobre as relações entre egoísmo e utilitarismo estimularam muita pesquisa valiosa. E sua maneira de enquadrar problemas morais, perguntando sobre as relações entre crenças do senso comum e as melhores teorias disponíveis, definiu muito da agenda para a ética do século XX".